# Atmetochilus fossor
Espèce
Atmetochilus fossor est une espèce d'araignées mygalomorphes de la famille des Bemmeridae.

## Distribution
Cette espèce est endémique de la région de Tanintharyi en Birmanie,. Elle se rencontre vers Tavoy.

## Description
La carapace de la femelle holotype mesure 20 mm de long sur 14,2 mm et l'abdomen 22,5 mm de long sur 16 mm

## Publication originale
- Simon, 1887 : « Étude sur les Arachnides de l'Asie méridionale faisant partie des collections de l'Indian Museum (Calcutta). I. Arachnides recueillis à Tavoy (Tenasserim) par Moti Ram. » The Journal of the Asiatic Society of Bengal, vol. 56, no 2, p. 101-117 (texte intégral).